# Rebel Extravaganza
Rebel Extravaganza är det fjärde fullängdsalbumet av norska black metal-bandet Satyricon, som gavs ut den 6 september 1999. Albumet har återutgivits 2006 av Nuclear Blast Records som då lade till tre stycken bonuslåtar från Intermezzo II EP:n. Det finns ett gömt "Industri-liknade" intro (3:17) på nummer "0", för att komma åt introt är man tvungen att spola tillbaka CD:n från start.

## Låtförteckning
1. "Tied in Bronze Chains" – 10:56
2. "Filthgrinder" – 6:39
3. "Rhapsody in Filth" – 1:39
4. "Havoc Vulture" – 6:45
5. "Prime Evil Renaissance" – 6:13
6. "Supersonic Journey" – 7:50
7. "End of Journey" – 2:19
8. "A Moment of Clarity" – 6:40
9. "Down South, Up North" – 1:14
10. "The Scorn Torrent" – 10:24

Bonuslåtar på 2006-utgåvan
1. "INRI (at 251 BPM)" (Sarcófago-cover) – 2:10
2. "Nemesis Divina (Clean Vision Mix)" – 5:16
3. "Blessed From Below (Melancholy Oppression Longing)" – 6:03

## Medverkande
Musiker (Satyricon-medlemmar)
- Satyr (Sigurd Wongraven) – gitarr, basgitarr, keyboard, synthesizer, baryton, sång
- Frost (Kjetil-Vidar Haraldstad) – trummor

Bidragande musiker
- Bjørn Boge – bandlös basgitarr (spår 10)
- Geir Bratland – synthesizer (spår 6)
- Lasse Hafreager – Hammond orgel (spår 4)
- S. W. Krupp (Snorre Westvold Ruch) – gitarr (spår 2, 8, 10)
- Anders Odden – sologitarr (spår 1), rytmgitarr (spår 1, 5, 6)
- Fenriz (Gylve Fenris Nagell från Darkthrone) – slagverk (spår 4, 5)
- Død (Daniel Olaissen) – riff-understöd (spår 1, 4)

Produktion
- Satyr – producent, ljudmix, mastering, omslagsdesign
- Mike Hartung – ljudtekniker, ljudmix
- Espen Berg – mastering
- Union of Lost Souls – omslagsdesign
- Marcel Leinenhoff – foto